# Малая Кимитина Северная
Малая Кимитина Северная — река на полуострове Камчатка в России. Протекает по территории Быстринского района. Длина реки — 25 км.
Начинается на южном склоне горы Центральная, относящейся к Срединному хребту. Течёт сначала на восток, у подножия горы Сухарики поворачивает на юг. Низовья заняты берёзовым лесом. Ширина реки около устья — 16 метров, глубина — 70 сантиметров, дно каменистое. Скорость течения 2,7 м/с. Впадает в реку Большая Кимитина слева на расстоянии 78 км от её устья.
Основные притоки — Трудный, Тенистый (правые), Крошкунц (левый).
По данным государственного водного реестра России относится к Анадыро-Колымскому бассейновому округу.
Код водного объекта — 19070000112120000013611.